# Amphoe Kao Liao
Amphoe Kao Liao (Thai: เก้าเลี้ยว) ist ein Landkreis (Amphoe – Verwaltungs-Distrikt) in der Provinz Nakhon Sawan. Die Provinz Nakhon Sawan liegt im südlichen Teil der Nordregion von Thailand.

## Geographie
Benachbarte Distrikte (von Norden im Uhrzeigersinn): Amphoe Banphot Phisai der Provinz Nakhon Sawan, Amphoe Pho Thale der Provinz Phichit sowie die Amphoe Chum Saeng und Mueang Nakhon Sawan wieder in Nakhon Sawan.

## Geschichte
Der Landkreis Kao Liao wurde am 1. Oktober 1969 zunächst als „Zweigkreis“ (King Amphoe) eingerichtet, indem fünf Tambon vom Amphoe Banphot Phisai abgetrennt wurden.
Am 28. Juni 1973 bekam Kao Liao offiziell den vollen Amphoe-Status.

## Verwaltung

### Provinzverwaltung
Der Landkreis Kao Liao ist in fünf Tambon („Unterbezirke“ oder „Gemeinden“) eingeteilt, die sich weiter in 43 Muban („Dörfer“) unterteilen.
| Nr. | Name      | Thai    | Muban | Einw. |
| --- | --------- | ------- | ----- | ----- |
| 01. | Maha Phot | มหาโพธิ  | 05    | 4.925 |
| 02. | Kao Liao  | เก้าเลี้ยว | 05    | 5.931 |
| 03. | Nong Tao  | หนองเต่า | 10    | 6.913 |
| 04. | Khao Din  | เขาดิน   | 11    | 7.199 |
| 05. | Hua Dong  | หัวดง    | 12    | 9.884 |

### Lokalverwaltung
Es gibt eine Kommune mit „Kleinstadt“-Status (Thesaban Tambon) im Landkreis:
- Kao Liao (Thai: เทศบาลตำบลเก้าเลี้ยว) bestehend aus dem kompletten Tambon Kao Liao.

Außerdem gibt es vier „Tambon-Verwaltungsorganisationen“ (องค์การบริหารส่วนตำบล – Tambon Administrative Organizations, TAO)
- Maha Phot (Thai: องค์การบริหารส่วนตำบลมหาโพธิ) bestehend aus dem kompletten Tambon Maha Phot.
- Nong Tao (Thai: องค์การบริหารส่วนตำบลหนองเต่า) bestehend aus dem kompletten Tambon Nong Tao.
- Khao Din (Thai: องค์การบริหารส่วนตำบลเขาดิน) bestehend aus dem kompletten Tambon Khao Din.
- Hua Dong (Thai: องค์การบริหารส่วนตำบลหัวดง) bestehend aus dem kompletten Tambon Hua Dong.